# Snowshoe Glacier
Der Snowshoe Glacier (englisch für Schneeschuhgletscher) ist ein 13 km langer Gletscher an der Fallières-Küste des Grahamlands auf der Antarktischen Halbinsel. Er fließt von einem Bergsattel in westlicher Richtung und mündet in die Providence Cove, einer Nebenbucht im Südwesten des Neny-Fjords.
Teilnehmer der British Graham Land Expedition (1934–1937) unter der Leitung des australischen Polarforschers John Rymill kartierten ihn 1936 und nahmen 1937 Luftaufnahmen auf. Eine Vermessung erfolgte 1949 ebenso durch den Falkland Islands Dependencies Survey (FIDS). Kenelm Somerset Priaulx Pierce Butler (1917–1995) vom FIDS benannte ihn nach seiner Form, die an einen Schneeschuh erinnert.